# Chuandongocoelurus

Chuandongocoelurus — род хищных ящеротазовых динозавров из клады тетанур, группы теропод, живших в байосском — келловейском веках юрского периода (170,3—163,5 миллионов лет назад), на территории современного Китая. Окаменелости были найдены в местности Chuandong в провинции Сычуань. Представлен одним видом — Chuandongocoelurus primitivus.
Типовой вид описал китайский палеонтолог Хэ Синьлу в 1984 году. Название рода содержит отсылку к месту, где были найдены окаменелости, с добавлением родового названия другого теропода — Coelurus. Видовое название переводится с латинского языка как «примитивный», с отсылкой на большой возраст находки.

Первоначально Chuandongocoelurus основывался на двух неполных скелетах. Голотип, бедренная кость, является частью образца CCG 20010. Позвонки, тазовые кости и элементы задних конечностей, также каталогизированные под этим инвентарным номером, могут принадлежать одной особи. Образец показывает не сросшиеся нейроцентральные швы в позвонках, что указывает на неполовозрелый возраст особи на момент смерти. Второй экземпляр, CCG 20011, представляет собой ряд шейных позвонков гораздо более взрослой особи. В 2012 году было высказано предположение, что эти два образца представляют разные таксоны, возможно, даже не связанные между собой.

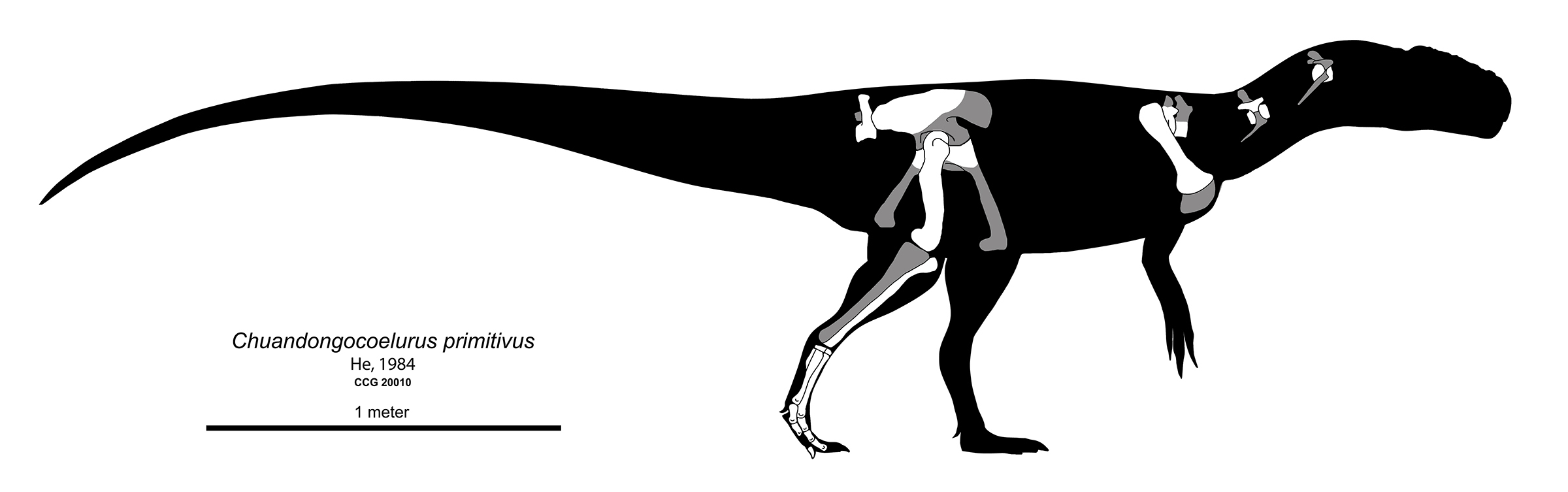
Найденные остатки в скелете Chuandongocoelurus
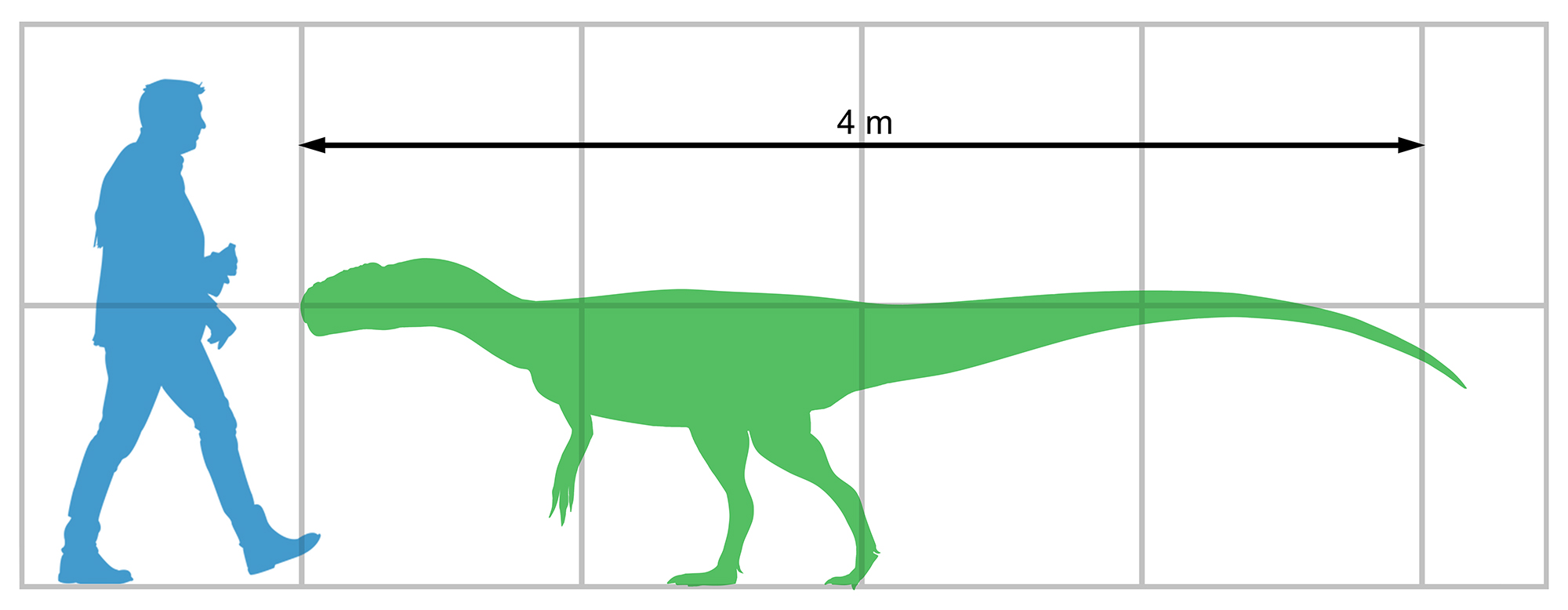
Chuandongocoelurus по сравнению с человеком

Длина бедренной кости голотипа составляет 201 мм.
Хэ поместил Chuandongocoelurus в семейство Coeluridae, представлявший в то время мусорный таксон, к которому относили почти всех мелких теропод. Дэвид Брюс Норман в 1990 году посчитал его неопределённым тероподом. Роджер Бенсон (2008, 2010) обнаружил, что Chuandongocoelurus является сестринским таксоном Monolophosaurus, с которым образовывал кладу, принадлежащую надсемейству Megalosauroidea или кладе тетанур. В 2012 году Мэттью Каррано и др. нашли местоположение Chuandongocoelurus вне Megalosauria.